# Läkemedelsbrott

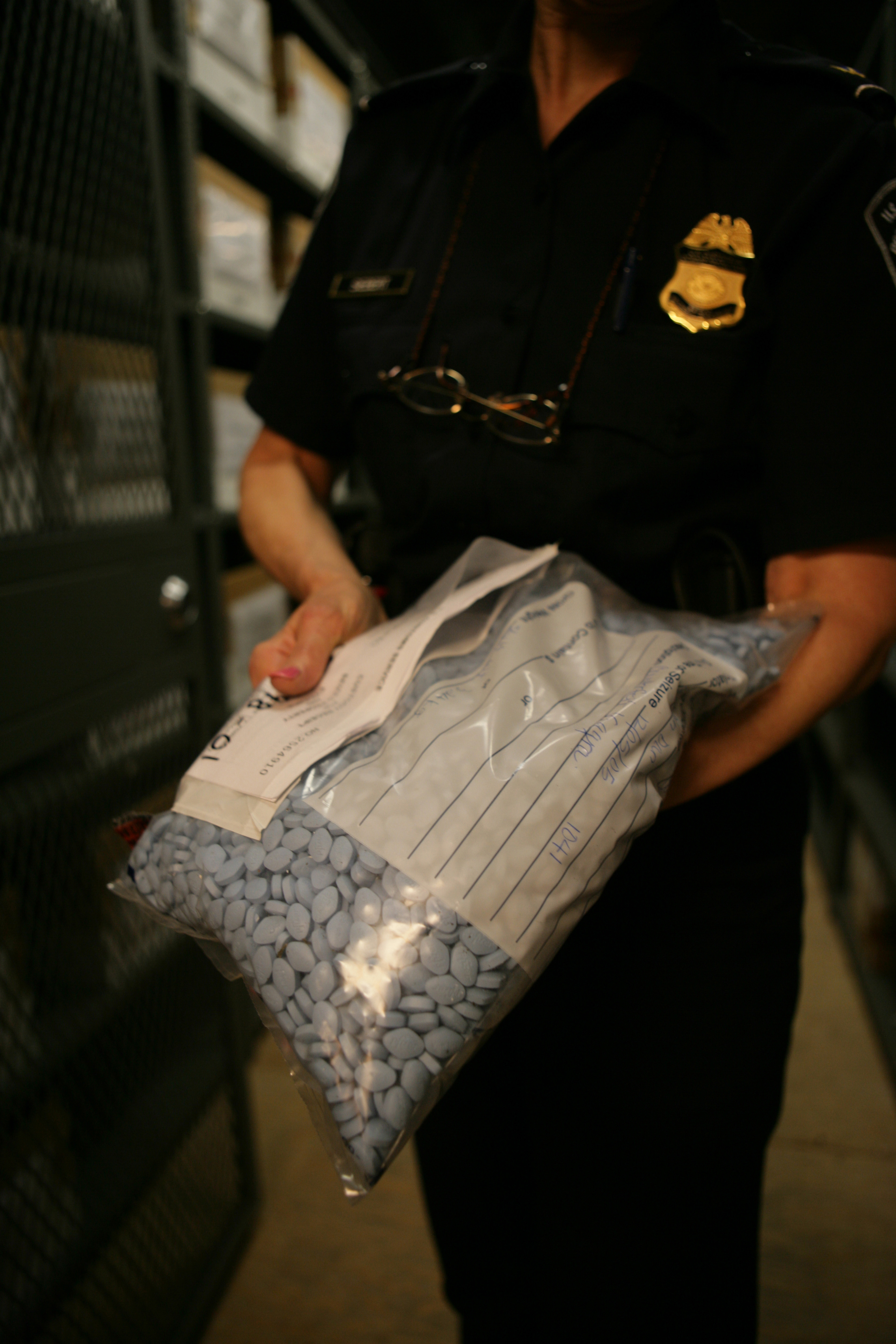
Beslag av illegal Viagra av tullen i USA.

Läkemedelsbrott är ett brottsområde som innefattar olaglig tillverkning och försäljning av stulna läkemedel, bluffläkemedel och förbjudna läkemedel. Storskaliga läkemedelsbrott genomförs som organiserad brottslighet och verksamheten bedrivs ofta i form av cyberbrott. Läkemedelsbrott har ibland, men inte alltid, överlappningar med narkotikabrott.

## Marknad
Att det finns en efterfrågan på illegala läkemedel beror på att de illegala produkterna vanligen är billigare och på att den illegala marknaden inte kräver att köparen har recept varvid köpet kan hänga samman med substansmissbruk och läkemedelsberoende. Vidare finns en grupp köpare som via internet ägnar sig åt självdiagnosticering.
Internet är den viktigaste plattformen för försäljningen av de illegala läkemedlen. Alla nätapotek är inte olagliga, men 2015 stängdes 60 sådana olagliga webbplatser ner bara i Sverige. Inom EU har en symbol tagits fram för godkänd internethandel. Fattiga länder tycks ha en större mängd olagliga och osäkra läkemedel än rikare, och länder med en starkt reglerad läkemedelsmarknad tycks kunna tackla problemet bättre än länder med bristande kontroll.

## Varorna
I hela världen är för patientsäkerhetens skull hanteringen av läkemedel strikt reglerad i lag. Läkemedelsbrott handlar om distribuering av substanser som påstås ha en medicinsk effekt de inte har, eller substanser som har en annan medicinsk effekt eller en annan styrka än vad som anges, eller om läkemedel som är förbjudna att hantera, vilket sker på en marknad som står bortom staternas läkemedelskontroll. Följderna kan vara dödliga för den som tar substansen.
Det kan exempelvis handla om mediciner vars sista förbrukningsdag passerat. Läkemedlen ifråga kan vara narkotikaklassade och därför förbjudna att försälja, eller omfattas av patent som kringgås illegalt. Bluffmediciner kan vara allt från overksamma till dödliga; det har förekommit att bluffmediciner innehållit råttgift och andra gifter.  Uppdagade fall innefattar exempelvis cancerbehandling utan något medicinskt verksamt ämne, potenshöjande läkemedel med okända substanser, medicin mot högt blodtryck med sex gånger högre effekt än vad som angivits, malariamedicin utan något medicinskt verksamt ämne, med mera. Det krävs ofta laboratorieundersökningar av substanserna för att avgöra att det är fråga om bluffmediciner, eftersom de som regel är professionellt förpackade och förfalskningar. Till bluffmedicinerna räknas också substanser som påstås bota livsstilsrelaterade problem, såsom medel mot erektil dysfunktion och bantningspiller. Viagra tillhör de läkemedel som förfalskas allra mest. Även av Botox och Cialis florerar falska versioner världen över. Ett problem med att lagföra bluffmediciner är att det inte alltid står klart vad som är bedrägeri och vad som inte uppnår tillräckligt hög standard. Antimikrobiell medicin säljs i stora kvantiteter söder om Sahara varav en stor andel är av dålig kvalitet på grund av brist på aktiva ingredienser.
Att införa sådana  läkemedel till ett annat land, vare sig via post eller genom att personligen föra den över gränsen, räknas som smuggling. Men som läkemedelsbrott räknas också att inom landet ge eller sälja medicin till enskilda personer eller företag som inte har rätt att förfoga över den, och innefattar därför langning av narkotikaklassade läkemedel och övrig receptbelagd medicin.

## Frekvens
Andelen läkemedelsbrott ökar i världen. Enligt Interpol (2015) uppgår illegala läkemedel till 30 % av läkemedelsmarknaderna i delar av Afrika, Asien och Latinamerika. Enligt Världshälsoorganisationen (WHO) utgör falska och undermåliga läkemedel ett globalt hot. Över 920 läkemedelsprodukter ur alla kategorier har rapporterats till organisationen.

## Organiserad brottslighet
Fall som uppdagats har visat att storskaliga läkemedelsbrott bedrivits över gränserna, mellan personer som arbetar inom läkemedelsindustrin eller sjukvården och den kriminella världen. Läkemedelsbrott som gäller verksamma substanser möjliggörs av att någon har kapacitet att producera sådana substanser som exempelvis efedrin, att någon har tillfälle att stjäla läkemedel från sjukhus, eller av att staten är korrumperad (statsorganiserad brottslighet). Läkemedelsbrott har kunnat knytas både till den organiserade brottsligheten och till terrorism.